# 高暎
高暎，河南商城人，清朝政治人物。监生出身。
乾隆四十年（1775年），擔任清朝廣州府新安縣知縣。后由楊任接任。